# 잭 레이너
잭 레이너(Jack Reynor, 1992년 1월 23일 ~ )는 아일랜드의 배우이다.

## 작품 목록

### 영화 출연
- 딜리버리 맨 (2013)
- 트랜스포머: 사라진 시대 (2014)
- 맥베스 (2015)
- 어 로얄 나이트 아웃 (2015)
- 프리 파이어 (2016) - 해리 역
- 로즈 (2016) - 마이클 역
- 싱 스트리트 (2016)
- 프리 파이어 (2016)
- 디트로이트 (2017)
- 철의 심장을 가진 남자 (2017)
- 모글리: 정글의 전설 (2018)
- 세상을 바꾼 변호인 (2018)
- 킨: 더 비기닝 (2018) - 지미 솔린스키 역
- 미드소마 (2019) - 크리스천 휴스 역
- 체리 (2021)
- 플로라 앤 썬 (2023)

### 영화 연출
- Bainne (2019) - 각본 겸임 (단편)

### 텔레비전 출연
- 일렉트릭 드림스 (2017)
- 더 페리퍼럴 (2022)